# Recherche locale mobile
 (février 2022).
 (février 2022).
Si vous disposez d'ouvrages ou d'articles de référence ou si vous connaissez des sites web de qualité traitant du thème abordé ici, merci de compléter l'article en donnant les références utiles à sa vérifiabilité et en les liant à la section « Notes et références ».
La recherche locale mobile est une technologie qui permet aux gens de rechercher des choses locales à l'aide d'équipements mobiles tels que les téléphones portables, les assistants numériques et autres appareils mobiles. La recherche locale mobile répond au besoin d'offrir à un abonné mobile un accès spontané à des services et à des informations à proximité, tels que des entreprises, des produits, des événements, des restaurants, des cinémas ou d'autres informations locales. La recherche locale mobile est la recherche et la découverte de personnes, de lieux et de choses dans un espace identifiable défini par des paramètres distincts. Ces paramètres évoluent. Aujourd'hui, ils incluent les réseaux sociaux, les individus, les villes, les quartiers, les points de repère et les actions qui sont pertinents pour l'emplacement passé, actuel et futur du chercheur. Ces paramètres structurent des catégories de données verticalement profondes et horizontalement larges qui peuvent être autonomes ou combinées pour constituer des répertoires consultables.
La recherche locale mobile est généralement basée sur des annuaires organisés auxquels on accède par le biais d'outils de recherche spécialisés, plutôt que sur le Web, bien que la recherche locale mobile fournisse souvent des liens vers des sites Web mobiles (WAP). Il s'agit également d'une application d'un service de localisation (en). 

## Technologie
La recherche locale mobile implique dans certains cas un suivi GPS, qui, sans consentement préalable, peut poser des problèmes de confidentialité. En outre, des enquêtes récentes prévoient que seulement 10 % des appareils mobiles dans le monde seront équipés de puces GPS en 2011.
La recherche locale mobile peut également être effectuée sans l'intervention des opérateurs mobiles et des systèmes GPS. Cela est possible grâce à l'accès au protocole SS7, dont disposent les opérateurs mobiles. Cependant, il est très difficile d'y avoir accès via l'opérateur mobile, car celui-ci le vend à un prix élevé, voire pas du tout.
Bien que les appareils équipés de GPS ne soient pas encore très répandus, les experts du secteur montrent que les consommateurs sont désormais demandeurs de recherche locale mobile, avec une croissance prévue de 91 % entre 2007 et 2011. Par conséquent, il existe une lacune dans cette opportunité qui peut être comblée de manière intelligente par les opérateurs mobiles et les fournisseurs de services ayant accès à la couche SS7. 

## Méthodes d'accès
La recherche locale mobile peut se faire sur l'écran, à l'aide du clavier et de l'écran du dispositif mobile, ou par la voix, à l'aide de commandes vocales interprétées par une application de reconnaissance vocale.
La recherche à l'écran, qui utilise le clavier pour saisir des termes de recherche dans un formulaire sur l'écran du mobile, est la méthode d'accès la plus courante aujourd'hui. Elle a l'avantage de fonctionner dans un environnement bruyant et d'éviter les problèmes d'interprétation de la parole. Mais l'utilisateur doit saisir les termes de recherche à l'aide d'un petit clavier typique de la plupart des appareils mobiles, les résultats s'affichant sur un petit écran. La recherche sur écran peut être gênante pour les personnes souffrant de handicaps de coordination ou de vision.
La recherche sur écran peut être prise en charge par une application spécialisée telle que where.com (en) fonctionnant sur le combiné, par un code court SMS ou par une page Web WAP ou XHTML-MP (en) sur un serveur distant affichée par le navigateur du combiné. Bien que la plupart des outils de recherche actuels soient basés sur le logiciel du combiné, la tendance semble être aux services basés sur le web.
En outre, lorsque le consommateur reçoit une réponse à sa demande de recherche, le mode de livraison le plus courant est le SMS.
La recherche vocale (en) devient viable grâce aux progrès de la technologie de reconnaissance vocale. Elle est utile pour les personnes qui ont des difficultés à utiliser le petit clavier, ou qui ont besoin d'obtenir des informations en conduisant. Des invites vocales guident les utilisateurs dans l'annuaire local pour trouver une entrée. Le service peut renvoyer vers un opérateur en direct si la technologie vocale a du mal à comprendre ce qu'il cherche, ou un « agent silencieux » peut assister le logiciel de reconnaissance vocale.
Les résultats peuvent être prononcés et/ou transmis au combiné au format SMS ou MMS, où ils peuvent être stockés pour une consultation ultérieure.
Le plus souvent, la recherche basée sur la voix utilise le canal vocal pour transmettre l'énoncé de l'appelant à une application de recherche basée sur un serveur. Dans certains cas, une petite application sur le dispositif mobile entreprend la première partie de la reconnaissance vocale, en décomposant l'énoncé en une série de composants élémentaires ou phones, puis en envoyant les téléphones sur le canal de données à une application serveur.
La recherche basée sur le multimédia s'imposera comme une forme hybride de recherche à la fois « basée sur la voix » et « basée sur l'écran » qui établira un compromis temps-mémoire dans le processus de mise en œuvre des équipements mobiles en évolution rapide.

## Types d'informations
Le contenu de la recherche mobile peut inclure davantage d'informations géoréférencées et d'informations de rue sur les entreprises, les produits, les services, les événements, les relations humaines et d'autres spécificités locales, qui exigent immédiateté et spontanéité. En outre, le contenu géolocalisé peut être formulé par l'extraction de données cumulées sur les comportements et les déplacements des consommateurs, ce qui peut susciter des inquiétudes quant au respect de la vie privée, des sollicitations commerciales et, si nécessaire, des justifications législatives.
La recherche d'entreprises est l'équivalent mobile des pages jaunes imprimées, mais la recherche peut se concentrer sur une petite zone géographique. Par exemple, l'appelant peut être à la recherche d'une pharmacie ou d'un restaurant à proximité, ou vouloir une livraison de pizza locale. Les outils de recherche locale plus avancés font varier le rayon de recherche en fonction du type d'entreprise et de la densité de ce type d'entreprise dans la zone locale. Par exemple, un appelant qui recherche un café voudra probablement en trouver un à distance de marche. S'il cherche un magasin de meubles pour la maison, il s'attendra à devoir voyager plus loin. S'il veut un taxi, la distance n'est pas importante : le taxi viendra à lui.
Une recherche de produits est plus spécifique qu'une recherche d'entreprises. L'utilisateur cherche un produit particulier et veut trouver un commerce local qui le vend.
Un service mobile complet de recherche locale ira beaucoup plus loin, en particulier avec l'augmentation de la pénétration des smartphones. Par exemple, les utilisateurs de téléphones mobiles peuvent vouloir savoir où un film particulier est projeté, quels restaurants se trouvent à proximité du cinéma, lire des critiques sur ces restaurants, et réserver ou acheter des billets de cinéma. Ils peuvent vouloir s'informer des conditions de circulation, du score du match de football local, du numéro de loterie gagnant ou de l'endroit où aller voter. 

## Différences par rapport à la recherche sur le Web
Contrairement à la recherche sur le Web, la recherche locale mobile exige davantage d'immédiateté et de connaissances et d'informations relatives à la rue, aux événements locaux et aux itinéraires. La différence technique par rapport à la recherche sur le Web est que, qu'il utilise le clavier ou les commandes vocales, l'appelant dispose d'une "bande passante" limitée. Il ne veut pas entendre ou faire défiler de longues listes de résultats. Il veut trouver "rapidement et discrètement" le type d'informations locales qu'il recherche, pour des raisons de confidentialité, de sécurité et de temps.
Certaines des avancées réalisées par les grands portails de recherche sur Internet, comme le célèbre système de classement des pages de Google, ne s'appliquent pas au monde sans fil, car les gens ne cherchent pas tant des sites Web que des réponses à des questions spécifiques. L'année 2006 a été marquée par une évolution importante vers le modèle question-réponse. Dans ce modèle, les réponses sont envoyées en réponse aux requêtes du service d'annuaire, de manière similaire à la nature des opérateurs 411 classiques. AskMeNow (en), Ask.com et Bing.com ont tous fait des efforts dans ce sens. 

## Modèles commerciaux
Les services de recherche locale mobile sont généralement fournis aujourd'hui par les opérateurs de téléphonie mobile, les fournisseurs de renseignements téléphoniques, les opérateurs de messagerie mobile ou les éditeurs de pages jaunes. Derrière ces points de vente, on trouve un réseau croissant d'agences, de distributeurs et de fournisseurs de logiciels, dont certains offrent des services directement au public. Les géants de la recherche, comme Yahoo et Google, et les grands éditeurs de sites web, comme Amazon.con et eBay, se sont déjà lancés sur ce segment de marché potentiellement lucratif.
Les services sont fournis dans le cadre d'un modèle économique fondé sur le principe du paiement par l'appelant, le paiement par l'annonceur ou un modèle hybride.
Dans le modèle de l'appelant-payeur, comme pour les services de renseignements téléphoniques vocaux, l'appelant paie chaque fois qu'il accède au service. Les services de recherche mobile locaux basés sur la voix avec paiement par l'appelant sont courants en dehors de l'Amérique du Nord, mais ont été lents à émerger aux États-Unis en raison de restrictions réglementaires.
Dans un modèle de paiement par l'annonceur, standard pour la recherche sur écran et qui commence à émerger avec les services vocaux "Free DA" en Amérique du Nord, les entreprises paient pour être placées en début de liste de résultats, ou paient chaque fois que l'appelant choisit de se connecter.
Dans les modèles hybrides, les recettes publicitaires permettent au fournisseur de services de proposer des tarifs réduits.
Comme pour la télévision, les magazines et les autres médias, les services mobiles de recherche locale continueront très probablement à être proposés selon les trois modèles, mais le modèle hybride pourrait prédominer. En d'autres termes, les appelants accepteront probablement une quantité limitée de publicité (qu'ils peuvent en fait trouver utile) en échange de prix réduits, mais ils seront peut-être moins disposés à utiliser un service gratuit où ils sont bombardés de publicité.
La valeur pour un annonceur varie en fonction de son type d'activité, et peut aller d'un dollar ou moins pour un taxi ou une sandwicherie à bien plus de dix dollars pour un courtier immobilier, un avocat ou un service de consolidation de dettes. Les consultants prévoient que l'industrie mondiale atteindra plus d'un milliard de dollars américains d'ici 2010. 

## Prestataires de services
Le moyen le plus direct d'en savoir plus sur ce qui se passe dans l'espace MoLo est de consulter les sites web des fournisseurs de services MoLo et de voir ce qu'ils proposent. Ils sont nombreux. Presque tous les opérateurs mobiles proposent des offres de recherche locale mobile, notamment Verizon Wireless, AT&T, Vodafone, T-Mobile, Sprint Nextel, Orange SA, etc.
De nombreux fournisseurs d'assistance-annuaire proposent également des services de recherche locale mobile, notamment les fournisseurs de DA gratuits Jingle Networks et 1-800-San-Diego aux États-Unis, 118 118, Yell Group, Pages Jaunes, Seat Pagine Gialle, Eniro etc. en Europe, et bien d'autres. L'un des services les plus fonctionnels est fourni par Contact Center Americas en Colombie.
Le groupe Pages Jaunes au Canada fournit l'un des premiers services de recherche locale à commande vocale.

### Source
- Mobile Local Search Saturates Profit Over LBS Vendors